# Lispocephala intonsa
Lispocephala intonsa är en tvåvingeart som beskrevs av Hardy 1981. Lispocephala intonsa ingår i släktet Lispocephala och familjen husflugor. Inga underarter finns listade i Catalogue of Life.